# Makary (Hrynaszkiewicz)
Makary, imię świeckie Paweł Hrynaszkiewicz (ur. 3 grudnia 1980 w Białymstoku) – polski duchowny prawosławny, mnich monasteru św. Onufrego w Jabłecznej.

## Życiorys
Wychował się w sąsiedztwie monasteru Zwiastowania Przenajświętszej Bogurodzicy i św. Jana Teologa w Supraślu. W 1999 ukończył Technikum Gastronomiczne w Białymstoku i wstąpił do monasteru św. Onufrego w Jabłecznej. Postrzyżony w riasofor otrzymał 27 stycznia 2000 z rąk metropolity warszawskiego i całej Polski Sawy. Święcenia kapłańskie otrzymał 3 września 2004, zaś 1 kwietnia 2003 złożył śluby zakonne. 15 czerwca 2014 został podniesiony do godności ihumena, natomiast w marcu 2015 został odznaczony palicą. Od 28 lutego 2007 do 15 października 2019 r.  pełnił obowiązki dziekana monasteru św. Onufrego w Jabłecznej, zaś od 2017 do 15 października 2019 r. był p.o. jego namiestnika i proboszcza przyklasztornej parafii. 15 października 2019 r. dekretem metropolity Sawy zastąpił go na wszystkich stanowiskach hieromnich Piotr (Dawidziuk), 30 marca 2021 roku podniesiony do godności archimandryty.